# Bosco di Gaiarine
Bosco di Gaiarine este o arie protejată (arie specială de conservare — SAC, sit de importanță comunitară — SCI, arie de protecție specială avifaunistică — SPA) din Italia întinsă pe o suprafață de 2,11 ha, integral pe uscat.

## Localizare
Centrul sitului Bosco di Gaiarine este situat la coordonatele 45°51′39″N 12°29′32″E / 45.8608°N 12.492105°E.

## Înființare
Situl Bosco di Gaiarine a fost declarat sit de importanță comunitară în septembrie 1995 pentru a proteja 9 specii de animale. Alte tipuri de protecție:
- arie de protecție specială avifaunistică (în august 2003)
- arie specială de conservare (în iulie 2018)[1][2][3]

## Biodiversitate
Situată în ecoregiunea continentală, aria protejată conține 1 habitat natural: Păduri ilirice de stejar și carpen (Erythronio-Carpinion).
La baza desemnării sitului se află mai multe specii protejate:
- păsări (7): uliu păsărar (Accipiter nisus), fâsă-de-câmp (Anthus campestris), porumbel gulerat (Columba palumbus), șoim de iarnă (Falco columbarius), sfrâncioc roșiatic (Lanius collurio), ciocănitoarea verde (Picus viridis), huhurez mic (Strix aluco)
- amfibieni (1): Rana latastei
- nevertebrate (1): rădașcă (Lucanus cervus)

Pe lângă speciile protejate, pe teritoriul sitului au mai fost identificate 2 specii de plante, 1 specie de mamifere.